# Silver Anniko
Silver Anniko (* 6. Januar 1928 in Tõrva; † 7. Mai 1982 in Pirmastu, Gemeinde Paistu) war ein estnischer Schriftsteller.

## Leben
Anniko machte 1946 in Türi Abitur und besuchte danach das Staatliche Theaterinstitut in Tallinn, das er jedoch ohne Abschluss verließ. Von 1957 war er in Võru Reporter für den Estnischen Rundfunk, 1965 wechselte er ins Kulturhaus von Paide, später war er Direktor des Kulturhauses von Türi und Kolu. 1979 zog er sich in das Dorf Pirmastu in der heutigen Landgemeinde Paistu zurück, um dort als freier Schriftsteller zu leben. Drei Jahre später wurde er dort gemeinsam mit seiner Lebenspartnerin Laine Mets Opfer eines Raubmords.

## Werk
Silver Anniko schrieb einige Schauspiele, die er selbst inszenierte, ist vor allem aber wegen eines einzigen Bestsellers in die estnische Literaturgeschichte eingegangen: 1979 erschien sein Roman Fäuste, der als erster Teil einer Trilogie geplant war. In dem Roman wird ein episodenreiches und farbenfrohes Bild der 1930er-Jahre in Estland gezeichnet, das durch seine Abenteuer- und Unterhaltungselemente „am besten mit einer Fernsehserie“ zu vergleichen ist. Dadurch erzielte der Roman großen Erfolg bei der Leserschaft und verschwand so schnell aus den Geschäften, dass im Volksmund später das Gerücht entstand, er sei verboten worden. Das war jedoch nicht der Fall, bloß gab es im sowjetischen Verlagswesen keine Neuauflagen, weswegen der Roman „defizitär“ war.
Die Literaturkritik war seinerzeit bedeutend zurückhaltender: „Da der große Plan fehlt, ist es schwierig, Wichtiges von Unwichtigem zu trennen.“ Der Roman sei „… wie eine Sandfläche, wo sein Schöpfer alle schmucklosen Stücke hingeworfen hat – Stücke ohne künstlerische Schönheit.“
2018 erschien eine Neuauflage, die um die seinerzeit der Zensur zum Opfer gefallenen Passagen bereichert worden war. Das änderte, wie die Literaturwissenschaftlerin Johanna Ross bemerkte, jedoch nichts an der Qualität des Romans: „Mit seinen unglaubwürdigen Wendungen und aufgebauschten Charakteren ist keine der beiden Versionen von ‚Fäuste‘ ein vollkommener, ernsthafter historischer Roman aus den siebziger Jahren à la Jaan Kross oder Mats Traat.“

## Bibliografie
- Rusikad ('Fäuste'). Tallinn: Eesti Raamat 1979. 589 S.
- Rusikad. Inimene on inimesele hunt ('Fäuste. Der Mensch ist dem Mensch ein Wolf'). 2., erw. Auflage. Tallinn: Hea Lugu 2018. 830 S.

## Sekundärliteratur
- Marika Mikli: Aeg, inimesed ja rusikad, in: Keel ja Kirjandus 1/1980, S. 50–52.
- Asta Hameri: Ajahõnguline ajaviiteromaan, in: Looming 6/1980, S. 880–881.
- Johanna Ross: Osta „Rusikad“ ja sa ei saa nõukogude tsensuurist just eriti palju teada, in: Vikerkaar 6/2019, S. 45–59.
- Sirje Presnal: Inimene on inimesele hunt. Silver Anniko kirglik elu. Tallinn: Hea Lugu 2019. 255 S.